# Charthawal
Charthawal es un pueblo y nagar Panchayat situado en el distrito de Muzaffarnagar en el estado de Uttar Pradesh (India). Su población es de 20653 habitantes (2011). 

## Demografía
Según el censo de 2011 la población de Charthawal era de 20653 habitantes, de los cuales 10727 eran hombres y 9926 eran mujeres. Charthawal tiene una tasa media de alfabetización del 67,62%, superior a la media estatal del 67,68%: la alfabetización masculina es del 76,44%, y la alfabetización femenina del 58,40%.